# 99 Percent
99 Percent là một bộ đôi hip hop người Mỹ đến từ Bay Area, bao gồm Cameron "Camo" Schauer và Johnnie "JayB" Jacob Jr. Bộ đôi này đã đạt được danh tiếng ban đầu từ đĩa đơn năm 2013 "Yike in It". Năm 2014, họ phát hành "iTwerk (She Twerk)". Vào tháng 7 năm 2015, họ phát hành đĩa đơn "Does Ya Mama Know (Dance Like That)", đã thu về hơn 3 triệu lượt xem trên YouTube.
Cùng với Live Nation, 99 Percent đã có mặt trong tiêu điểm Let's Dance 2016 US Tour cùng với Silentó, iLoveMemphis, DLOW, và We are Toonz.